# كلود سوليفان
كلود سوليفان (بالإنجليزية: Claude Sullivan)‏ هو معلق رياضي أمريكي، ولد في 29 ديسمبر 1924، وتوفي في 6 ديسمبر 1967.